# (18803) Hillaryoas
(18803) Hillaryoas (1999 JH77) – planetoida z pasa głównego asteroid okrążająca Słońce w ciągu 3,45 lat w średniej odległości 2,28 j.a. Odkryta 12 maja 1999 roku.